# San Felices de Buelna
San Felices de Buelna település Spanyolországban, Kantábria autonóm közösségben. San Felices de Buelna Torrelavega, Puente Viesgo, Corvera de Toranzo, Anievas, Los Corrales de Buelna és Cartes községekkel határos. Lakosainak száma 2376 fő (2024).

## Népesség
A település népessége az elmúlt években az alábbi módon változott:
| Lakosok száma | 2207 | 2233 | 2271 | 2314 | 2355 | 2394 | 2421 | 2361 | 2373 | 2376 |
|               | 2001 | 2004 | 2007 | 2009 | 2012 | 2014 | 2017 | 2019 | 2022 | 2024 |